# Gunaika Chetviortaya
Gunaika Chetviortaya (del ruso: Гунайка Четвёртая) es un seló del raión de Tuapsé del krai de Krasnodar, en el sur de Rusia. Está situado en las estribaciones del Cáucaso Occidental, en la orilla izquierda del río Gunaika, afluente por la derecha del curso alto del río Pshish, 34 km al nordeste de Tuapsé y 94 km al sur de Krasnodar, la capital del krai. Tenía 245 habitantes en 1999.
Pertenece al municipio Oktiábrskoye.

## Historia
Según los registros de 1972 existían en la localidad 128 hogares. El 1 de enero de 1987 contaba con 188 habitantes.